# Oxyhaloinae
Oxyhaloinae es una subfamilia de insectos blatodeos de la familia Blaberidae. Esta subfamilia comprende 17 géneros, la mayoría de ellos clasificados a su vez en tres tribus.

## Géneros
La subfamilia Oxyhaloinae tiene cuatro géneros no clasificados en ninguna tribu:
- Brachynauphoeta
- Coleoblatta
- Heminauphoeta
- Pronauphoeta

Y otros trece divididos en tres tribus:
- Tribu Gromphadorhini

- Aeluropoda
- Ateloblatta
- Elliptorhina
- Gromphadorhina 
- Leozehntnera
- Princisia

- Tribu Nauphoetini

- Griffiniella
- Henschoutedenia
- Jagrehnia
- Nauphoeta
- Rhyparobia
- Simandoa

- Tribu Oxyhaloini

- Oxyhaloa